# Škoda Auto
Škoda Auto (tjeckiskt uttal:ˈʃkoda  lyssna) är en tjeckisk biltillverkare med huvudkontor i Mladá Boleslav. Škoda ingår sedan 1992 i Volkswagen-koncernen.

## Historia

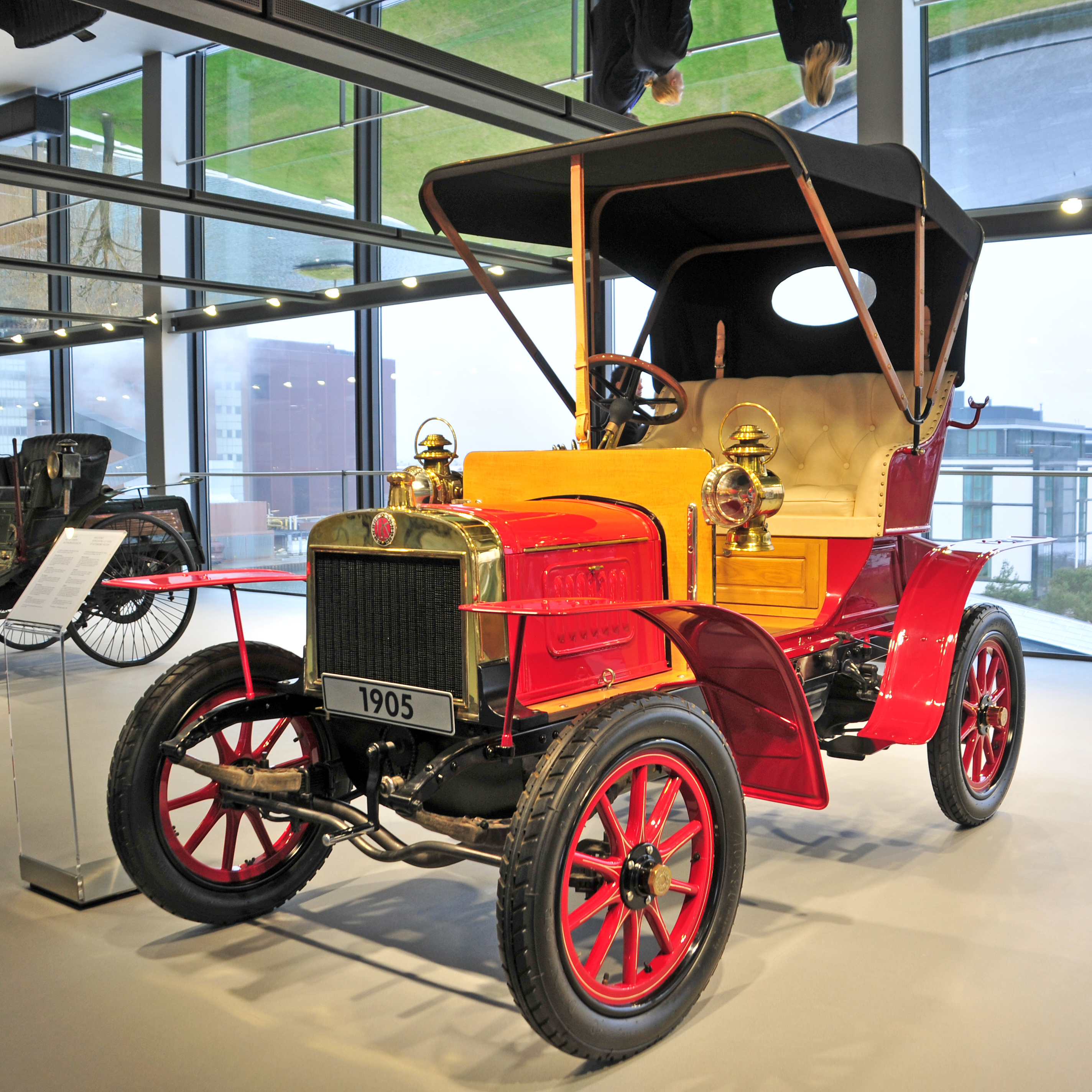
Laurin & Klement A (1905)

### Laurin & Klement
Skodas historia började år 1895 med att Václav Klement och Václav Laurin började tillverka cyklar och lite senare även motorcyklar i Mladá Boleslav. Laurin var ursprungligen mekaniker och Klement var bokhandlare. Den första cykeln blev klar 1896 och 1899 var den första motorcykeln färdig. Den hade en motor på 1,25 hk, vilket räckte till en topphastighet på omkring 40 km/h. De sålde sina fordon under namnet Laurin & Klement efter att först ha tillverkat cyklarna under namnet Slavia. 1905 började man tillverka personbilar och 1912 var man den största biltillverkaren i Österrike-Ungern och exporterade även bilar. Efter att produktionen av bilar ställts in på grund av första världskriget återupptogs produktionen 1919. Efter första världskriget började Laurin & Klement licenstillverka franska bilar av märket Hispano-Suiza. 
Škodaverken i Plzeň köpte 1924 upp Laurin & Klement (L&K) och det var nu som bilarna fick namnet Škoda. Škodafabriken (Škodovy závody) grundades ursprungligen i Plzeň år 1859 av Ernst von Waldstein och övertogs 1869 av hans anställde ingenjör Emil Škoda, som satte sitt namn på företaget. Škoda växte snabbt under 1800-talet till Österrike-Ungerns största vapenindustri. De båda företagen skildes åt igen 1945 då Tjeckoslovakien blev en planekonomi men biltillverkningen fortsatte under namnet Škoda Auto. Det andra Škoda, Škodaverken, existerar fortfarande som ett separat företag som bland annat tillverkar trådbussar.
När Škoda tog över L&K infördes en ny logo bestående av en blå oval med texten Skoda i vitt. Snabbt efter det infördes dock den logo som Skoda än idag använder som föreställer en pil med uppgående vingar. Ursprunget till den originella logotypen är okänt men en teori är att den föreställer en indian och att upphovsman skulle vara direktören Maglic vid Skodaverken i Plzeň. 1994 uppdaterades logotypen då den fick en yttre svart ring med texten Škoda Auto och pilen fick en grön färg. 2011 uppdaterades logotypen då texten försvann och pilen fick en ljusare grön färg.

### Škoda som statligt företag

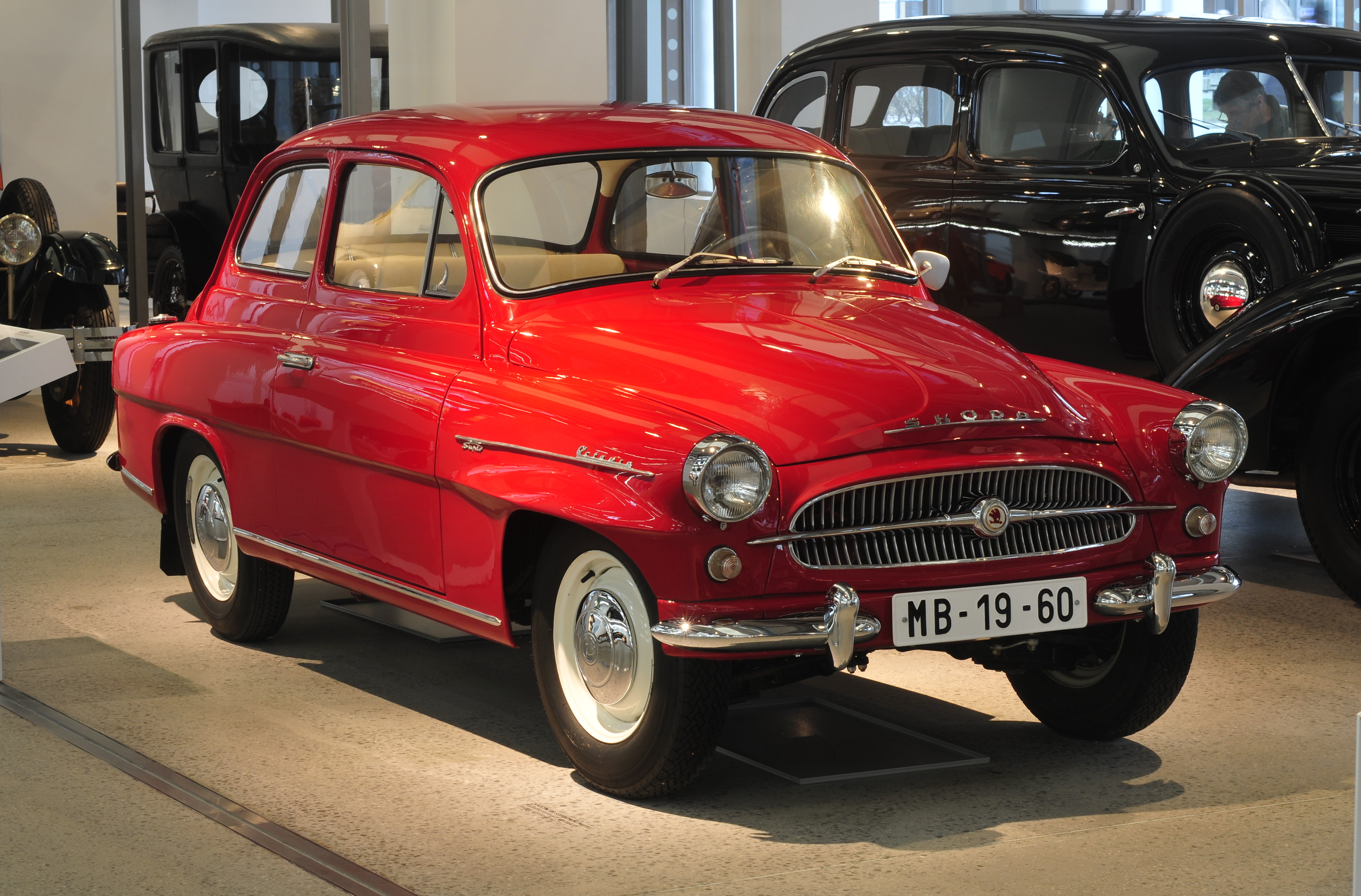
Škoda Octavia Super (1960)

Efter andra världskriget blev Škoda folkbilen i dåvarande Tjeckoslovakien och man lanserade flera klassiska modeller. Många av modellnamnen använder man åter på dagens modeller (Octavia, Felicia). Jämfört med andra tillverkare inom östblocket kunde Škoda i större utsträckning modernisera sitt modellprogram under årens lopp. Škoda tillverkade både familjebilar och sportigare coupémodeller. 
På 1970-talet hade man planer på en helt ny modell med motorn fram och framhjulsdrift, men detta blev inte av, och jämfört med bilar från väst blev därför Škodas svansmotorbilar så småningom omoderna; även om uppdateringar hela tiden gjordes var grundkonstruktionerna från 1960-talet. 
Det var först 1987 som en helt ny, modernare modell, introducerades – Škoda Favorit. Favorit var en modern småbil med motorn fram och framhjulsdrift och sålde relativt bra även i vissa länder utanför östblocket. Favoriten blev en stor framgång och tillverkades fram till 1994.

### Škoda som del i Volkswagen

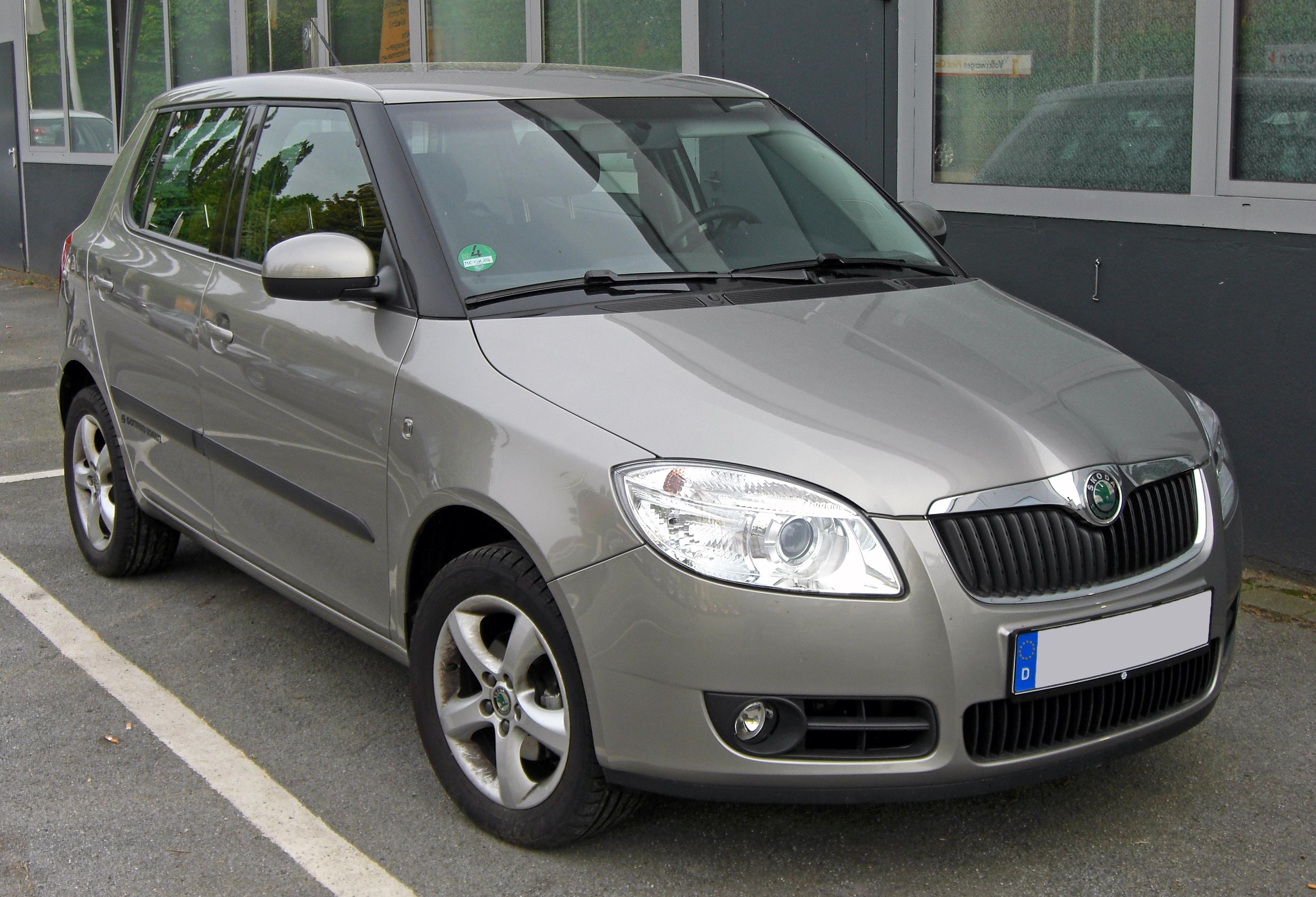
Skoda Fabia

Sammetsrevolutionen i början av 1990-talet ledde till privatiseringar i Tjeckoslovakien och staten beslöt att ta in en utländsk partner i Škoda som därmed blev en del av Volkswagen-koncernen. Under Volkswagens ledning vidareutvecklades Škoda Favorit till 1990-talets storsäljare Škoda Felicia. Škoda har som en del av Volkswagen-koncernen dragit stor nytta av moderna komponenter som är gemensamma inom koncernen. 
Volkswagen moderniserade Škoda under 1990-talet och företaget fick stora framgångar, till stor del tack vare de låga priserna, med de nya modellerna Felicia och Octavia som banade vägen för en återkomst på den svenska och flera andra marknader. Škoda hade tidigare ett dåligt rykte i Sverige sedan en Škoda 120 vält i låg fart vid ett undanmanövertest i det svenska TV-programmet Trafikmagasinet i slutet av 1970-talet. Senare har större modeller som Škoda Superb tillkommit samt mindre bilar som Škoda Roomster och Škoda Yeti
2013 firade Skoda att man sedan starten 1905 tillverkat 15 miljoner bilar.

## Tillverkningsorter

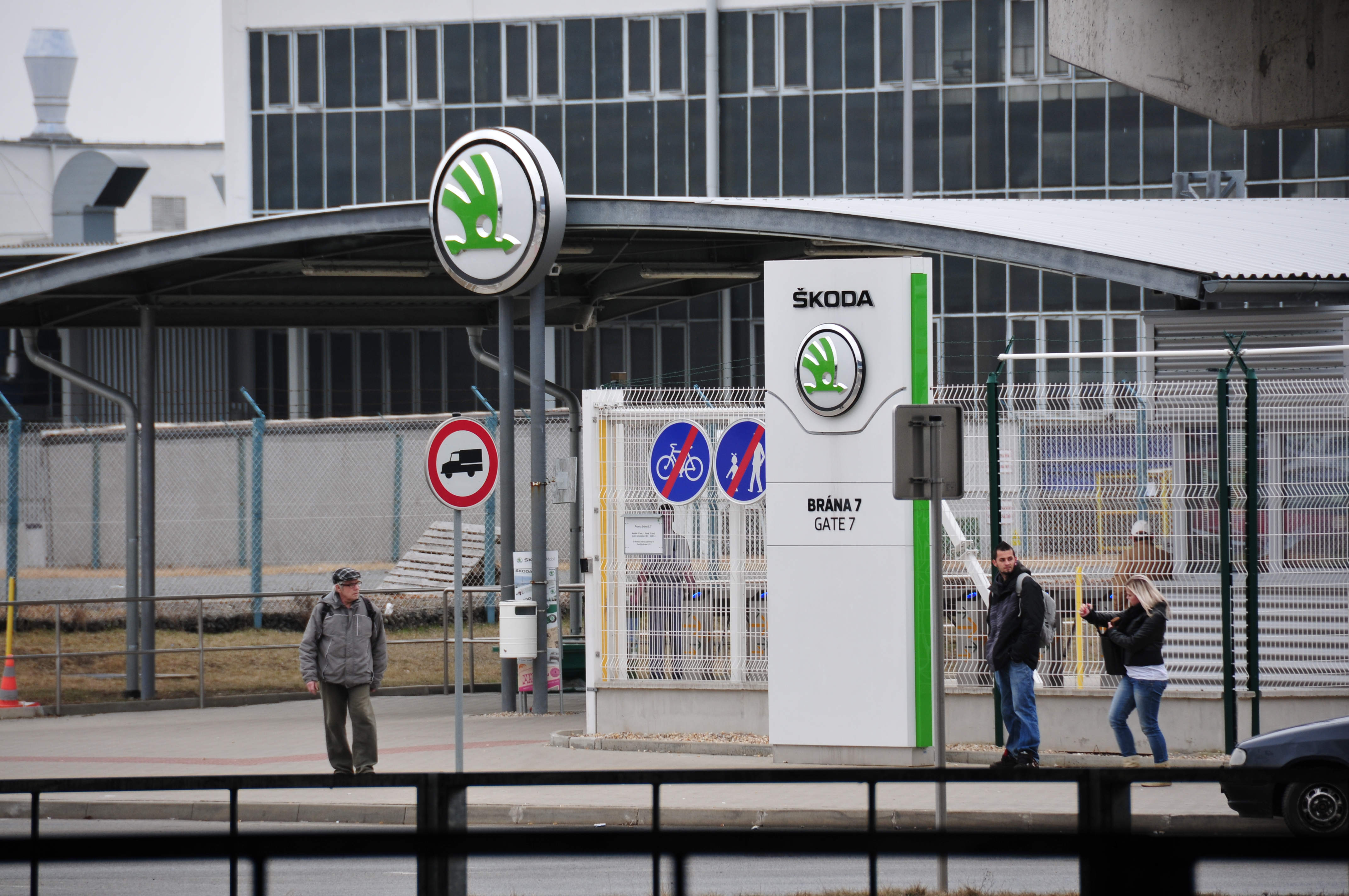
Skoda i Mladá Boleslav

Škodas huvudort är Mladá Boleslav men tillverkning sker på sammanlagt tio orter. Förutom sammansättning finns i Mladá Boleslav även tillverkning av motorer, växellådor samt gjuteri. I den ursprungliga fabriksbyggnaden finns idag Skodas museum. I Tjeckien tillverkas även fordon i Kvasiny och Vrchlabí. I Bratislava i Slovakien tillverkas Octavia och i Volkswagens fabrik i Sarajevo tillverkas flera modeller. Tillverkning av Skoda-modeller sker även i Indien och Kina.

## Modeller

### Aktuella modeller
- Škoda Octavia
- Škoda Fabia
- Škoda Citigo
- Škoda Citigoe IV "elbil"
- Škoda Superb
- Škoda Roomster
- Škoda Rapid
- Škoda Yeti
- Škoda Karoq
- Škoda Kodiaq
- Škoda Scala
- Škoda Kamiq
- Škoda Enyaq iV

### Tidigare modeller
- Skoda Felicia
- Škoda Favorit
- Škoda Laurin & Klement
- Škoda Octavia
- Škoda 422
- Škoda 633
- Škoda Popular
- Škoda Rapid
- Škoda Tudor
- Škoda Sedan
- Škoda Spartak
- Škoda MB1000/1100
- Škoda S100/110
- Škoda 1100 GT
- Škoda 105/120/125
- Škoda 130/135/136

### Prototyper
- Škoda Winnetou (endast prototyp)

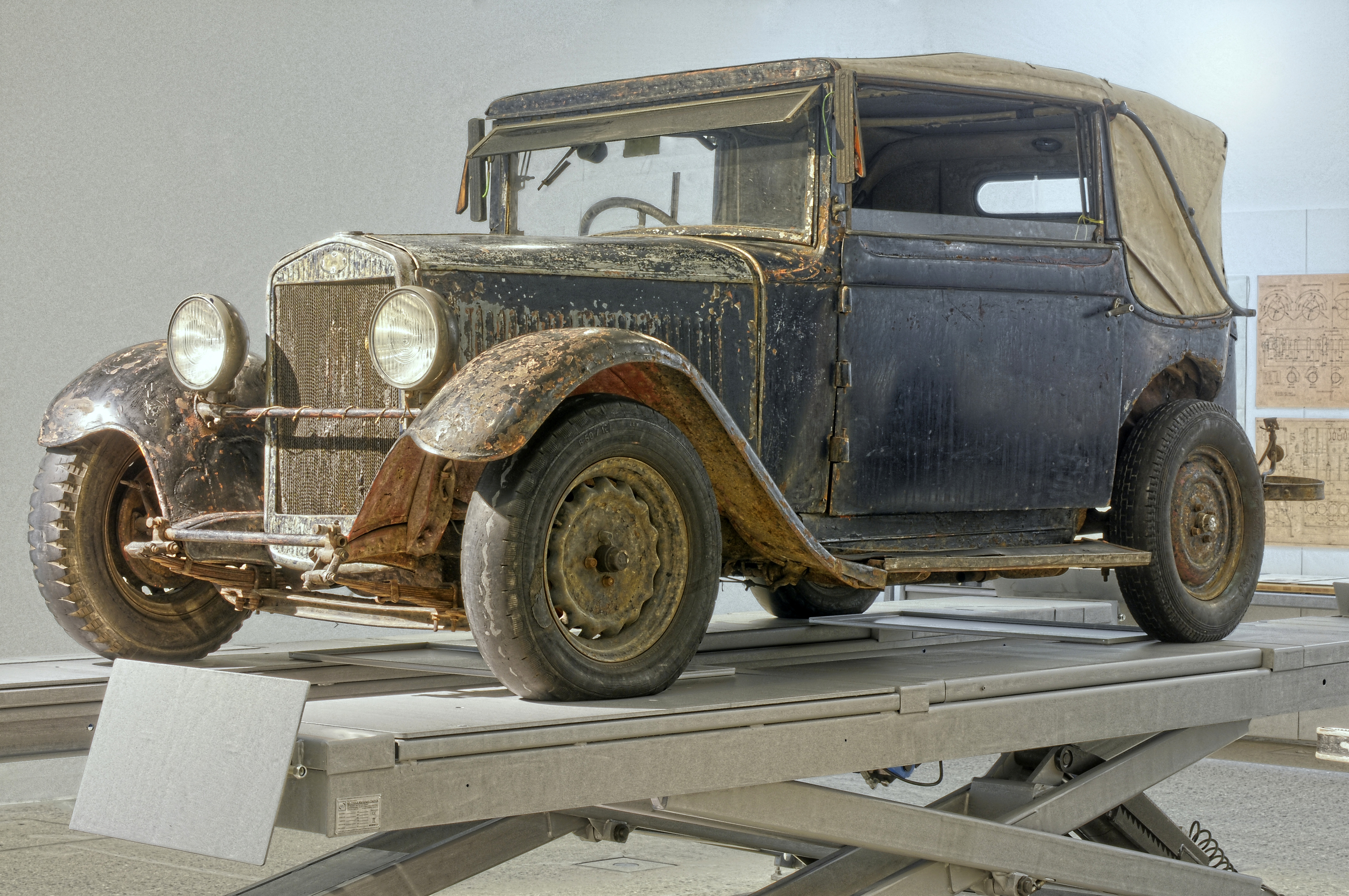
Škoda 422 (1930)
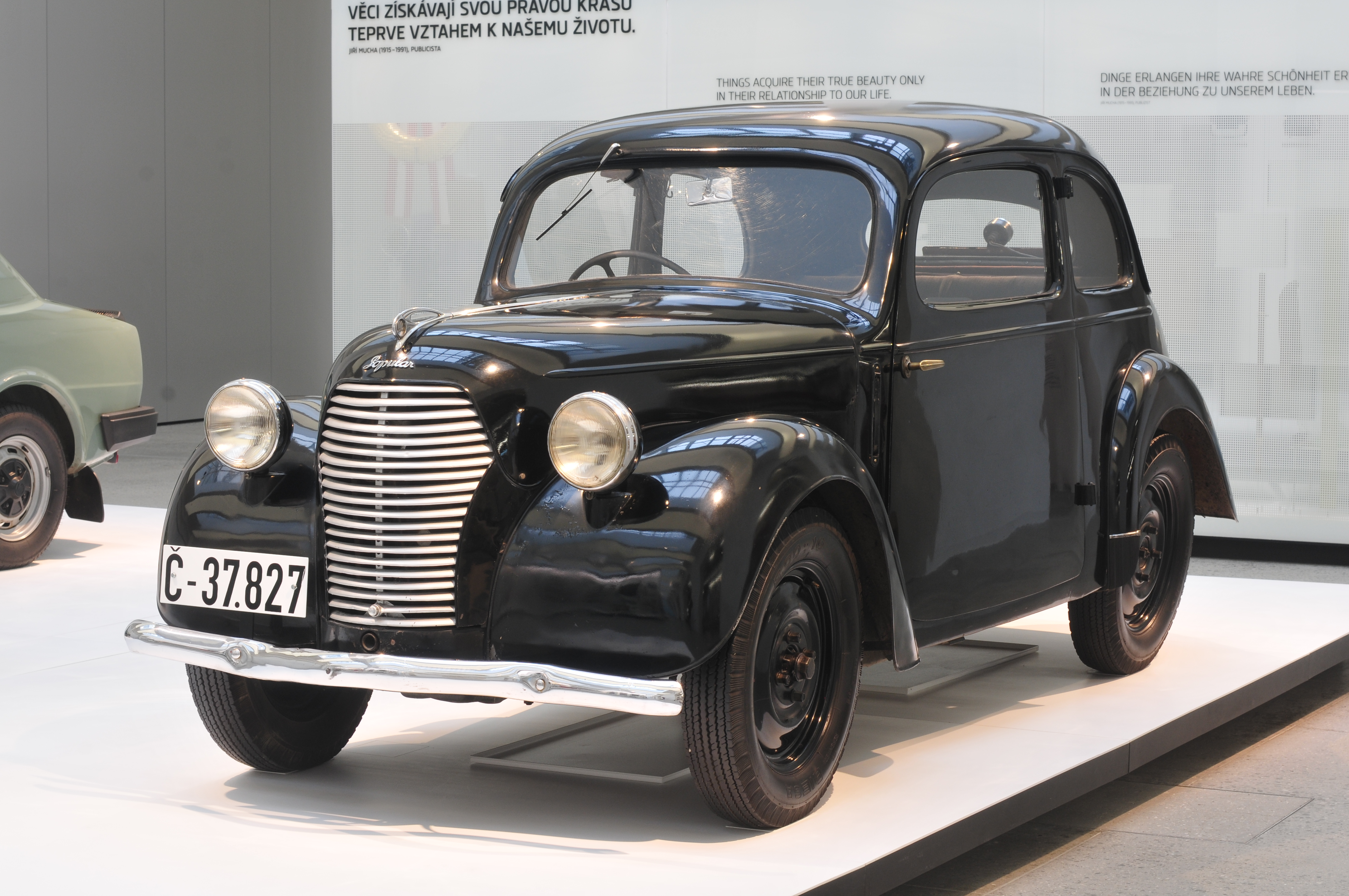
Škoda Popular 995
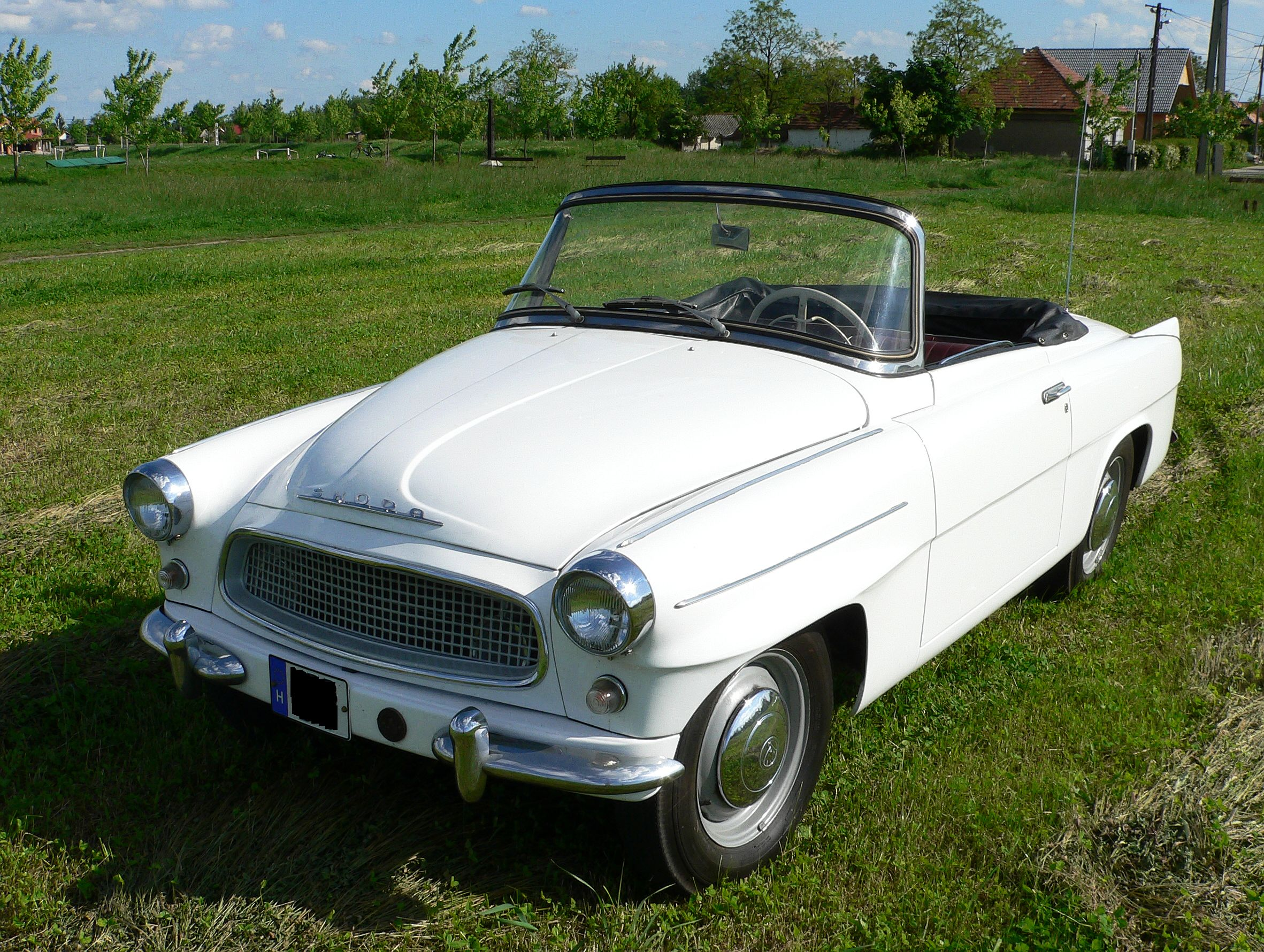
Škoda Felicia från 1962.
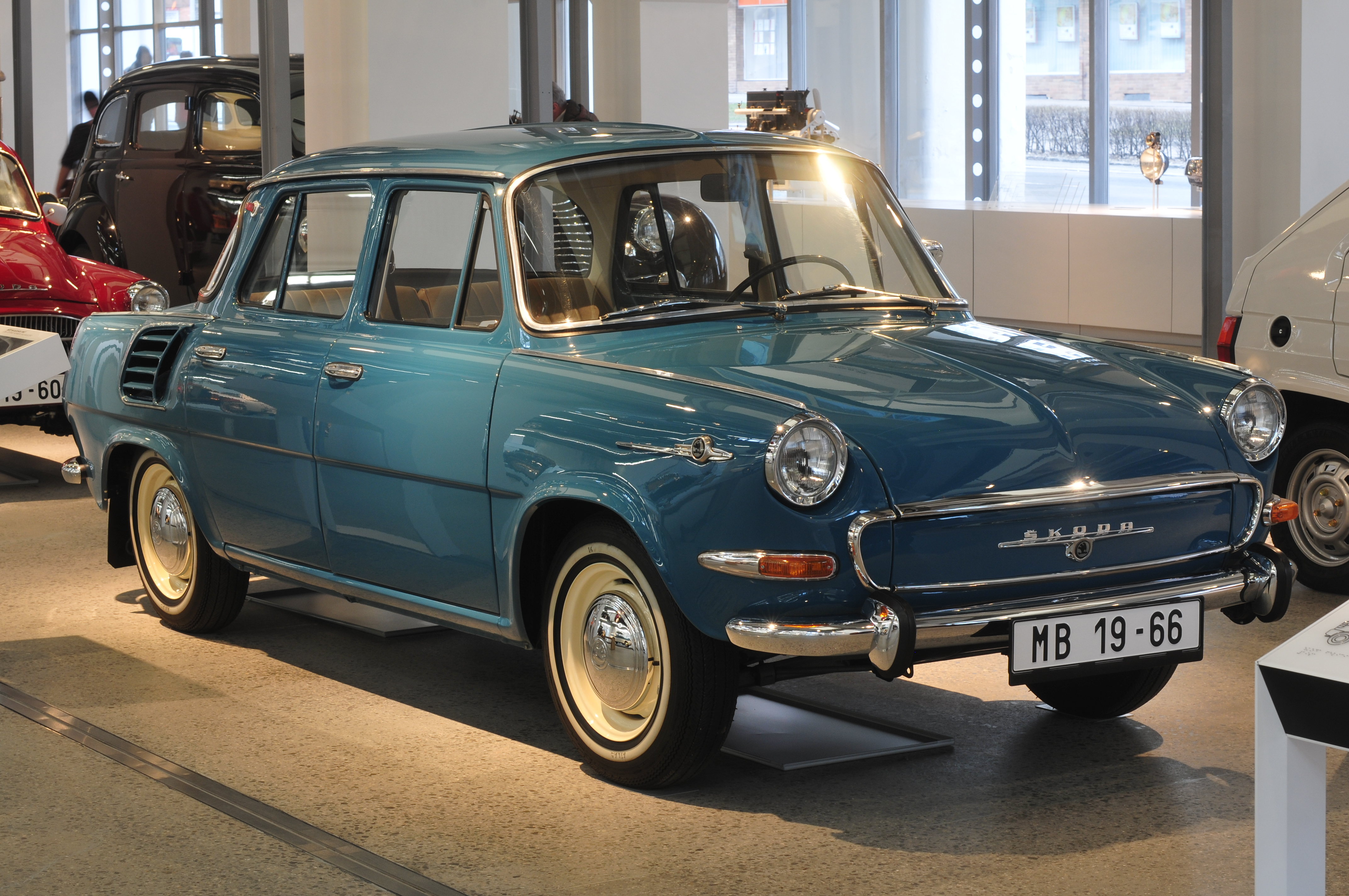
Škoda MB 1000 (1966)
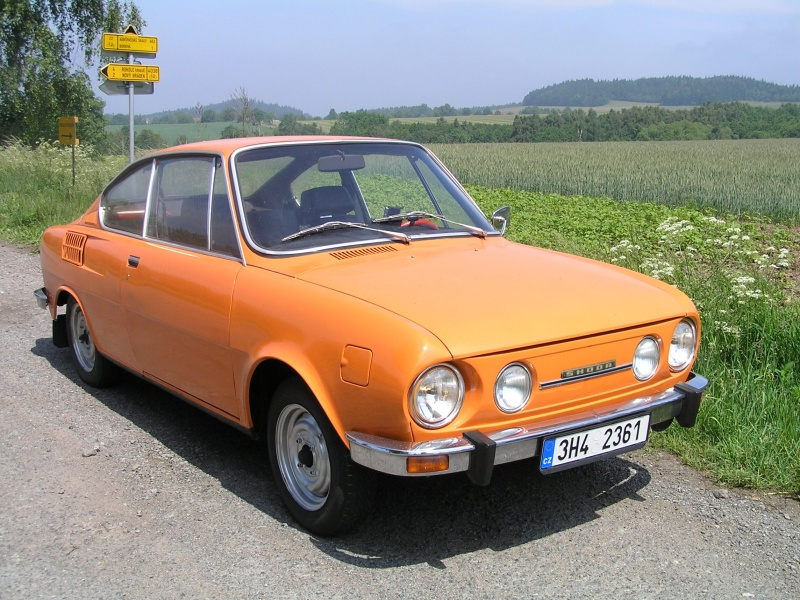
Škoda 110R Coupé
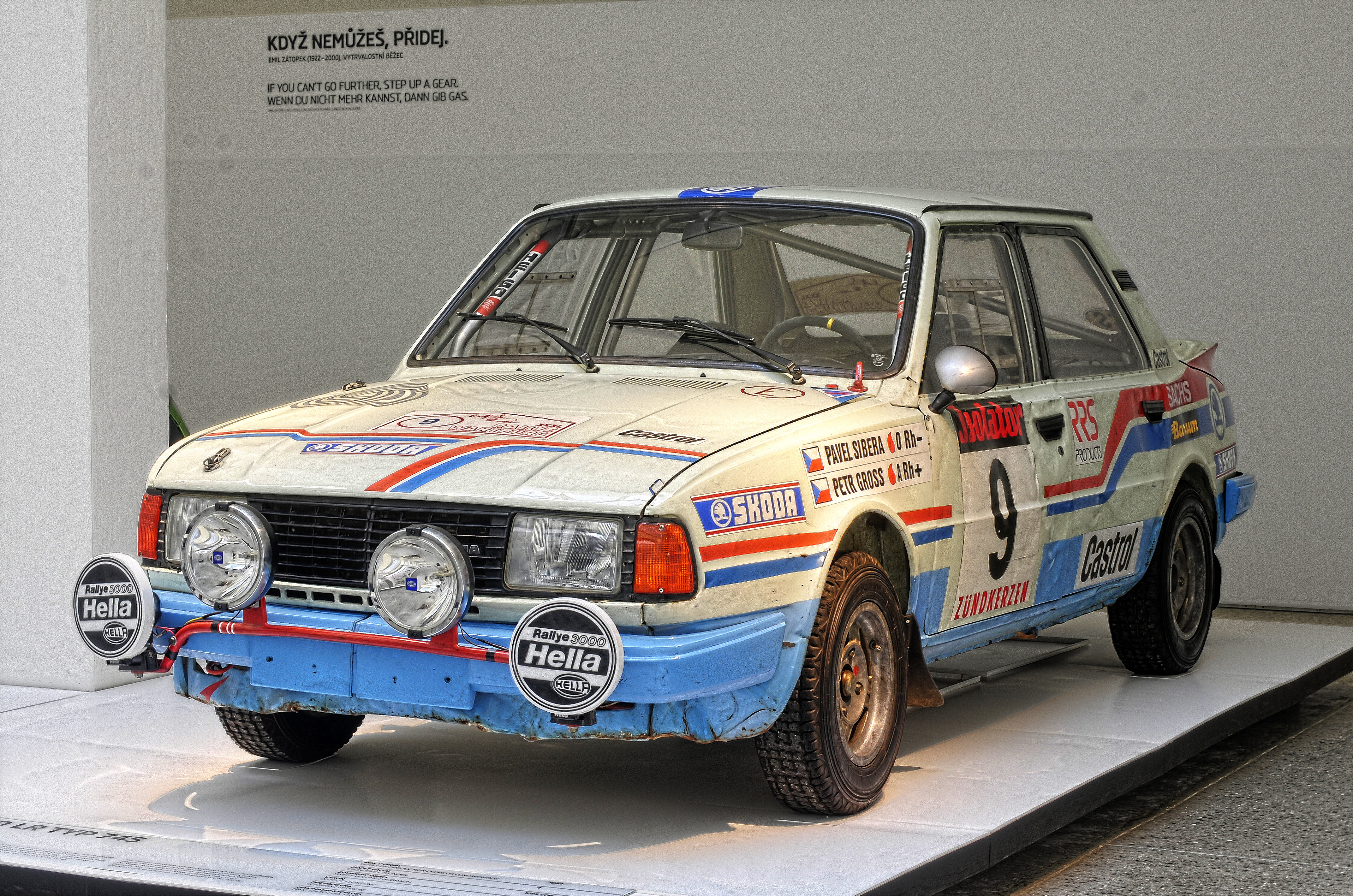
Škoda 136 LR (1984)
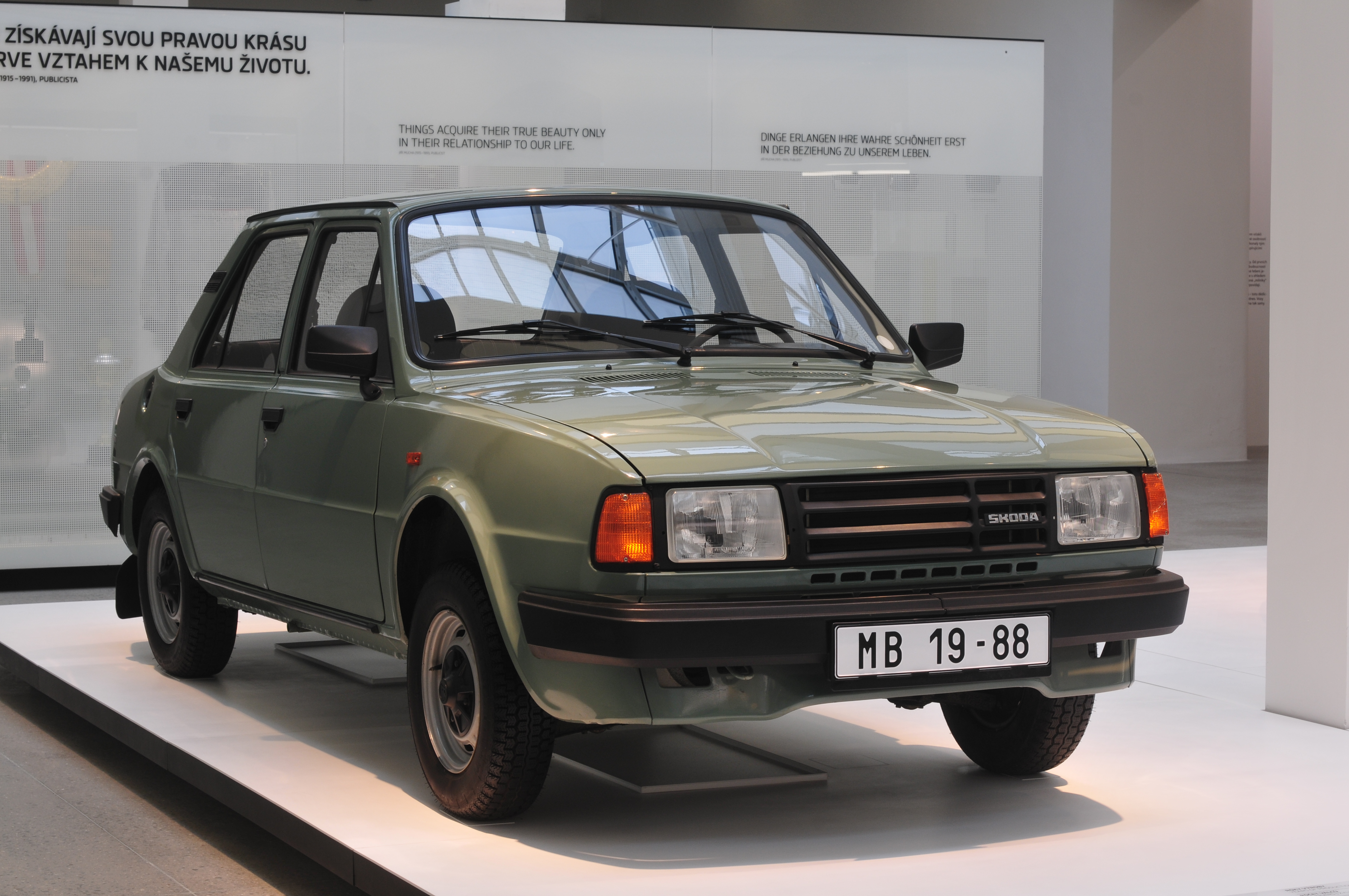
Škoda 125
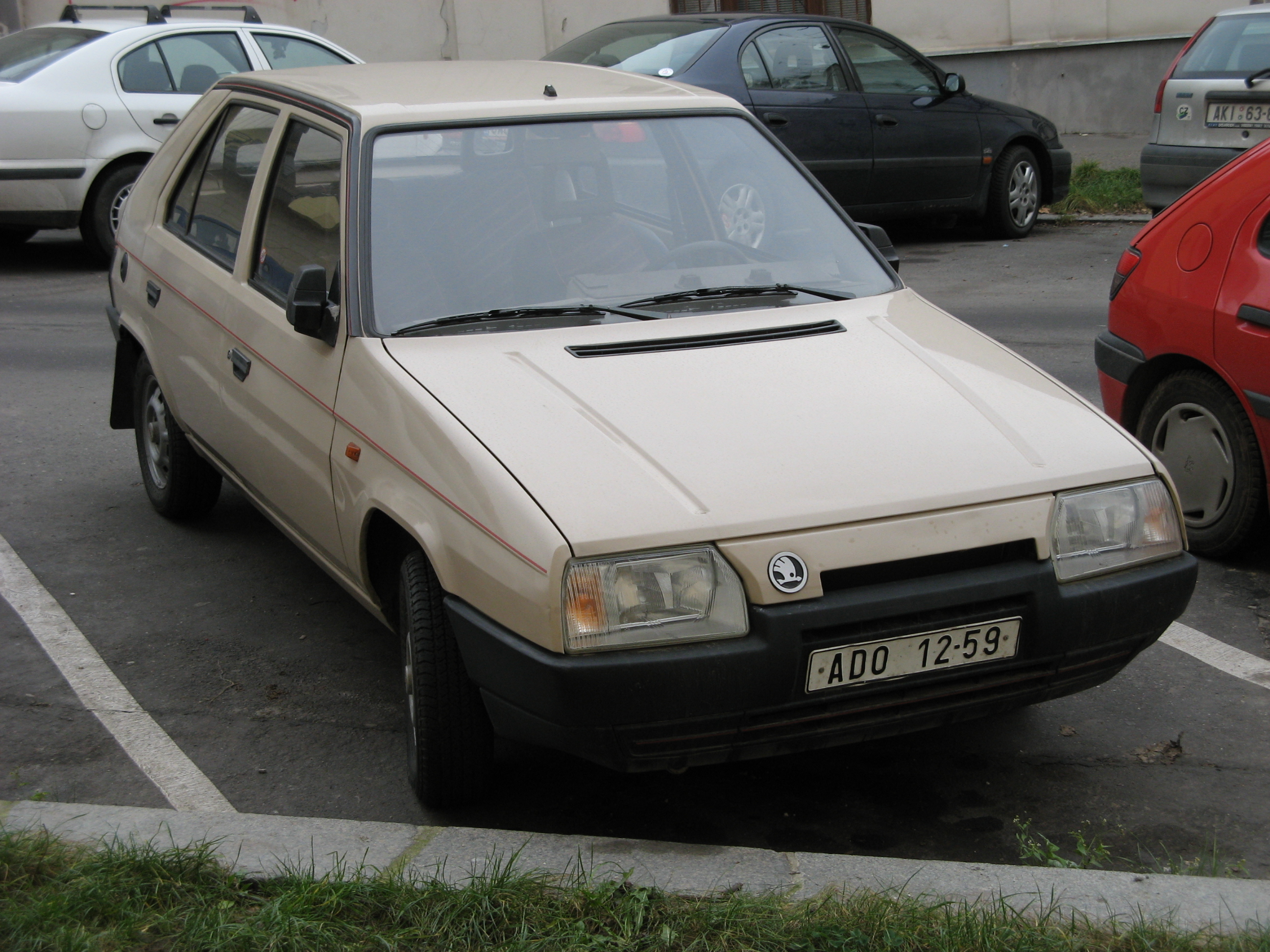
Škoda Favorit
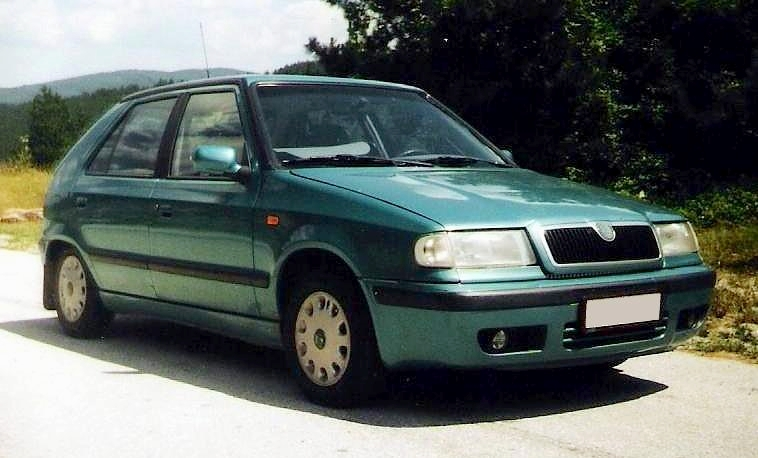
Škoda Felicia från 1998
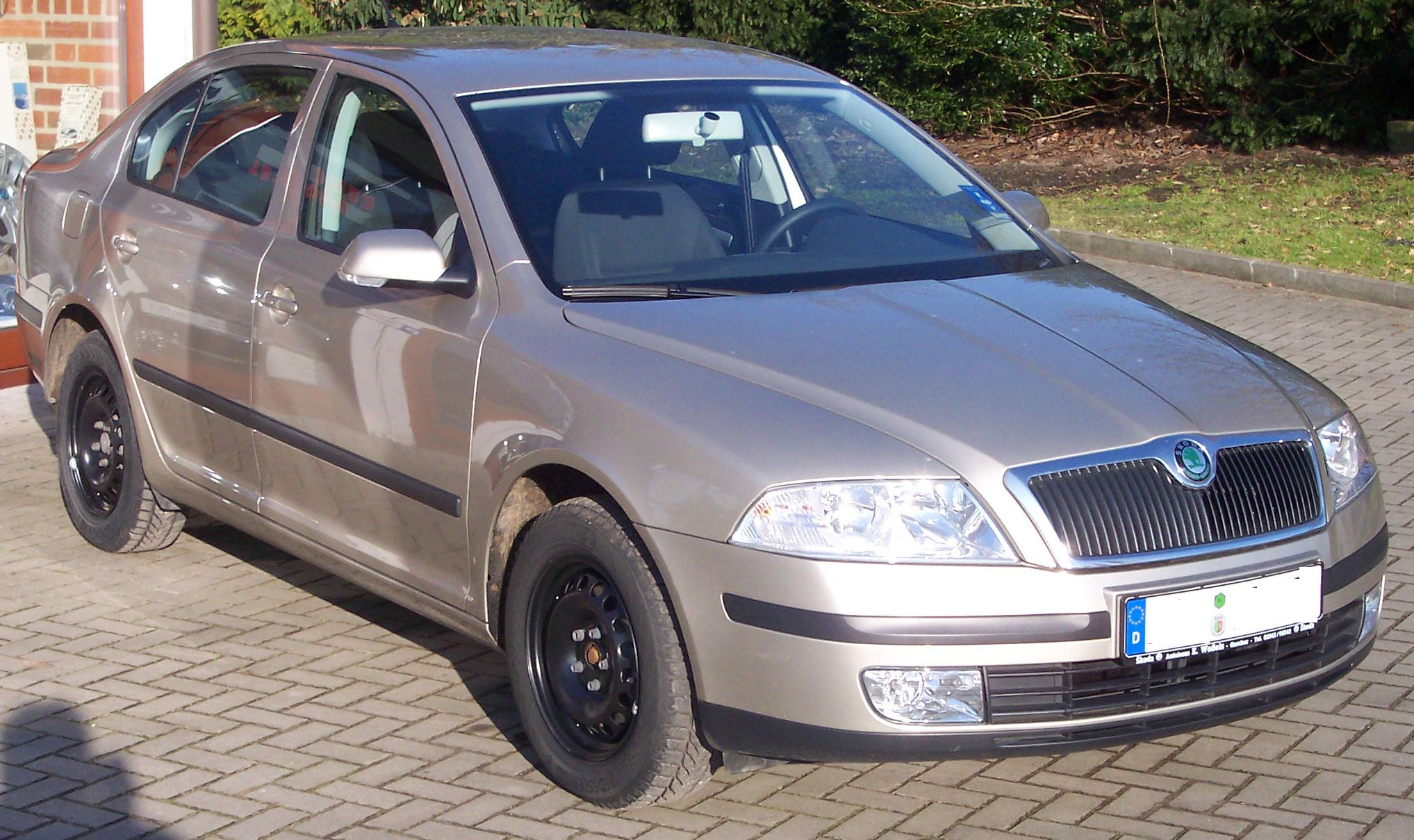
Škoda Octavia
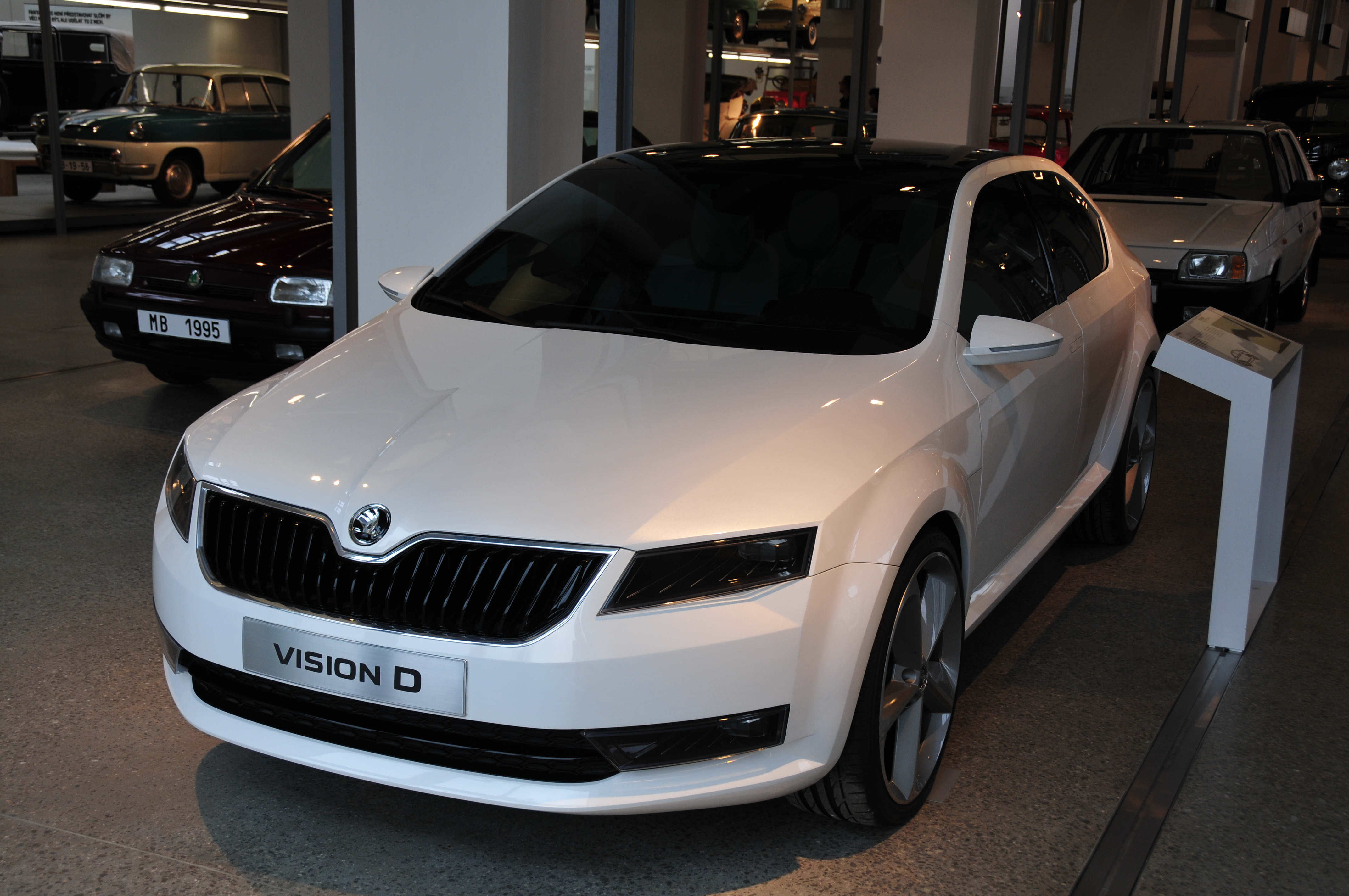
Škoda Vision D (2011)